# Lincoln (Fußballspieler, 1979)
Lincoln, bürgerlich Cássio de Souza Soares (* 22. Januar 1979 in São Brás do Suaçuí, Minas Gerais), ist ein ehemaliger brasilianischer Fußballspieler. Seine Position war im zentralen offensiven Mittelfeld.

## Vereinskarriere

### Atlético Mineiro
Entdeckt wurde Lincoln bereits im Alter von neun Jahren als Straßenfußballer. Ausgebildet wurde er anschließend im Jugendinternat von Atlético Mineiro in Belo Horizonte. Er durchlief dort alle Jugendstationen und das Juniorennationalteam, ehe er mit 17 Jahren in das Profiinternat wechselte. 1999 und 2000 gewann er mit dem Verein jeweils die Staatsmeisterschaft von Minas Gerais. 1999 erzielte er dabei per Elfmeter den Siegtreffer im Finale gegen América Mineiro. In den Finalspielen um die Brasilianische Meisterschaft von 1999 unterlag er mit Atlético gegen den SC Corinthians Paulista aus São Paulo.

### 1. FC Kaiserslautern
Im Jahre 2001 kam er in die Fußball-Bundesliga zum 1. FC Kaiserslautern. Nach einer guten ersten Saison folgten zwei Jahre mit Verletzungen, Formtiefs und Missverständnissen. Nach unterschiedlicher Auffassung zur Behandlung einer Verletzung endete die Zusammenarbeit im März 2004, Lincoln reiste nach Brasilien zurück und beinahe schien es so, als sei das Kapitel Bundesliga erledigt.

### FC Schalke 04
Anfang Juni 2004 jedoch wechselte er zum FC Schalke 04. Auch hier warf den Techniker jedoch zunächst eine Muskelverletzung zurück, so dass der Saisonstart nicht optimal verlief. Doch nach dem Trainerwechsel von Jupp Heynckes zu Ralf Rangnick blühte der Brasilianer auf und spielte seine bis dato beste Saison in der Liga, welche mit der Ernennung zum Spieler der Hinrunde gekrönt wurde. Mit zwölf Saisontoren und elf Torvorlagen war er zudem bester Scorer bei den Königsblauen. Bereits im Januar 2005 wurde sein Vertrag bis 2008 verlängert.
Die beiden nächsten Spielzeiten waren durch sehr gute Partien in der Champions League (Saison 2005/06) und wechselhafte Auftritte in der Bundesliga gekennzeichnet. Im Meisterschaftsrennen 2006/07 war Lincoln nach einer roten Karte wegen Tätlichkeit für 5 Rückrundenspiele gesperrt. Nach der Vizemeisterschaft mit Schalke wechselte Lincoln zu Galatasaray Istanbul.

### Galatasaray Istanbul
Die hohe Erwartung in der Türkei wurde schon bei seiner Ankunft auf dem Istanbuler Flughafen deutlich, als ca. 3.000 Galatasaray-Fans den Spielmacher erwarteten. Bereits drei Tage nach Verkaufsbeginn meldete der Club den Absatz von 10.000 Lincoln-Trikots, was bis dahin keinem Spieler des Vereins gelungen war.
Von 17 Spielen in der Hinrunde bestritt Lincoln jedoch lediglich 11 Partien und erzielte dabei drei Treffer. In den Derbys gegen Fenerbahçe und Beşiktaş fehlte er jeweils. Auch in der Rückrunde der Liga bestritt Lincoln nur 7 Ligaspiele.
Zu Beginn der Vorbereitung auf die Saison 2008/2009 unter dem neuen Trainer Michael Skibbe fehlte er die ersten vier Tage und bekam dann eine Rekordstrafe von 105.000 €. Sein Vertrag bei Galatasaray wurde im Juli 2009 aufgelöst, nachdem er erneut nicht zum Trainingslager erschienen war.

### Rückkehr nach Brasilien
Lincoln wechselte am 8. Februar 2010 zu Palmeiras São Paulo. Nach eineinhalb Jahren wurde er jedoch für ein halbes Jahr an den Ligakonkurrenten und späteren Absteiger Avaí FC ausgeliehen, da er nicht mehr zur Stammelf gehörte. Dort konnte er noch einmal durch seine Qualitäten überzeugen und fiel durch drei Tore und acht Vorlagen in siebzehn Spielen auf. Nach dem Abstieg kam eine Verpflichtung jedoch nicht in Frage.
Im Januar 2012 wechselte er daher zum Erstligisten Coritiba FC, mit dem er im Mai die Staatsmeisterschaft von Paraná gewann. Zudem avancierte er rasch zum Spielführer.

## Nationalmannschaft
Nachdem Lincoln für die brasilianische Nationalmannschaft lange nicht berücksichtigt worden war, überlegte er im Jahr 2005 kurzzeitig, für Deutschland zu spielen, was von Coach Jürgen Klinsmann jedoch abgelehnt wurde. Im Mai 2007 wurde er schließlich von Carlos Dunga aufgrund einiger Absagen anderer Spieler in den vorläufigen Kader Brasiliens für die Copa América 2007 berufen. Den Sprung in den endgültigen Kader für die Südamerika-Meisterschaft schaffte Lincoln allerdings nicht. In der Saison 2007/2008 war er bereit, für die türkische Nationalmannschaft aufzulaufen, was von Trainer Fatih Terim jedoch abgelehnt wurde.

## Erfolge
Atlético Mineiro
- Staatsmeisterschaft von Minas Gerais: 1999, 2000

Kaiserslautern
- Finalist im DFB-Pokal: 2003

Schalke
- UEFA Intertoto Cup (UI-Cup): Sieger 2004
- Ligapokal: 2005
- Bundesliga 2× Vize-Meister: 2005, 2007
- Finalist im DFB-Pokal: 2005

Galatasaray
- Türkischer Meister: 2008
- Türkischer Supercupsieger: 2008

Coritiba
- Staatsmeisterschaft von Paraná: 2012, 2013

Bahia
- Staatsmeisterschaft von Bahia: 2014

## Auszeichnungen
- Bundesliga-Fußballer des Monats November 2004
- Schalkes Spieler der Saison 2004/2005

## Weitere Karriere
Nach Ende seiner Zeit als aktiver Spieler kehrte Lincoln nach Deutschland zurück, wo er eine Position als Manager oder Spielerberater anstrebt. Im November 2015 absolvierte er ein Praktikum bei RB Leipzig, seit 2016 arbeitet er als Repräsentant des Vereins für den brasilianischen Markt.